# Selezioni giovanili della nazionale femminile di pallavolo della Svizzera
Le selezioni giovanili della nazionale femminile di pallavolo della Svizzera sono gestite dalla federazione pallavolistica della Svizzera (SV) e partecipano ai tornei pallavolistici internazionali per squadre nazionali femminili limitatamente a specifiche classi d'età.

## Under-22
La selezione nazionale Under-22 rappresenta la Svizzera nelle competizioni internazionali dove il limite di età è di 22 anni.
Non ha mai preso parte ad alcun torneo ufficiale.

## Under-21
La selezione nazionale Under-21 rappresenta la Svizzera nelle competizioni internazionali dove il limite di età è di 21 anni.
Non ha mai preso parte ad alcun torneo ufficiale.

## Under-20
La selezione nazionale Under-20 rappresenta la Svizzera nelle competizioni internazionali dove il limite di età è di 20 anni.
Non ha mai preso parte ad alcun torneo ufficiale.

## Under-19
La selezione nazionale Under-19 rappresenta la Svizzera nelle competizioni internazionali dove il limite di età è di 19 anni.
| Campionato europeo | Campionato europeo |
| Edizione           | Piazzamento        |
| ------------------ | ------------------ |
| 1966               | non qualificata    |
| 1969               | non qualificata    |
| 1971               | non qualificata    |
| 1973               | 15º posto          |
| 1975               | non qualificata    |
| 1977               | non qualificata    |
| 1979               | non qualificata    |
| 1982               | non qualificata    |
| 1984               | non qualificata    |
| 1986               | non qualificata    |
| 1988               | non qualificata    |
| 1990               | non qualificata    |
| 1992               | 12º posto          |
| 1994               | non qualificata    |
| 1996               | non qualificata    |
| 1998               | non qualificata    |
| 2000               | 9º posto           |
| 2002               | non qualificata    |
| 2004               | 12º posto          |
| 2006               | non qualificata    |
| 2008               | non qualificata    |
| 2010               | non qualificata    |
| 2012               | non qualificata    |
| 2014               | non qualificata    |
| 2016               | non qualificata    |
| 2018               | non qualificata    |
| 2020               | non qualificata    |
| 2022               | 11º posto          |

## Under-18
La selezione nazionale Under-18 rappresenta la Svizzera nelle competizioni internazionali dove il limite di età è di 18 anni.
Non ha mai preso parte ad alcun torneo ufficiale.

## Under-17
La selezione nazionale Under-17 rappresenta la Svizzera nelle competizioni internazionali dove il limite di età è di 17 anni.
Non ha mai preso parte ad alcun torneo ufficiale.